# Присяжнюк, Леонид Васильевич
Присяжнюк Леонид Васильевич (25 мая 1922 — не ранее 2000) — советский и российский скульптор. Заслуженный художник РСФСР (1969).

## Биография
Леонид Присяжнюк родился 25 мая 1922 года.
До 2000 года руководил кафедрой скульптуры в Московском государственном академическом художественном институте имени В. И. Сурикова. Состоял в Союзе художников СССР.

## Работы
- Родина-мать (Калуга)[4]
- Бюст Ленина (Пермь)[5][6]
- Памятник воинам, погибшим в Великую Отечественную войну (Можайск)[7]

## Награды
В 1969 году Леониду Васильевичу было присвоено почётное звание Заслуженного художника РСФСР.

## Семья
Был женат на советской актрисе Вере Артемьевне Донской-Присяжнюк.
Дочь Присяжнюк Варвара Леонидовна